# Kristiansand–Hirtshals
Bilfärjelinjen mellan Kristiansand i Norge och Hirtshals i Danmark körs av rederiet Color Line. Europaväg 39 nyttjar färjelinjen.
Det finns fyra avgångar per dag per riktning under sommarhalvåret, och två under vinterhalvåret. Linjen betjänas av två färjor:
- M/S Christian IV är en traditionell bilfärja. Överfarten tar fyra och en halv timma och färjan går året runt.
- F/F Silvia Ana är en snabbgående färja. Överfarten tar två och en halv timma och färjan går bara under sommarhalvåret.

Hamnarna ligger centralt både i Kristiansand och Hirtshals, och det är gångavstånd från järnvägsstationerna.